# Hrabství Pappenheim
Hrabství Pappenheim (německy Herrschaft Pappenheim) byl německý stát Svaté říše římské v západním Bavorsku u řeky Altmühl, mezi Treuchtlingenem a Solnhofenem, na jihu od Weißenburg in Bayern.

## Historie
Okolo roku 1030 vzniklo panství Pappenheim a roku 1628 bylo povýšeno na hrabství.
Prvním členem rodu z Pappenheimu byl Henricus Caput, zmíněný roku 1111 jako vazal císaře Jindřicha V. Sálského. V letech 1100-1806, pánové a hrabata z Pappenheimu drželi pozici dědičných maršálů Svaté říše římské a soudních úředníků.
Pappenheim byl dvakrát rozdělen: mezi sebou roku 1439, Alesheimem, Gräfenthalem a Treuchtlingenem a roku 1558 mezi sebou a Stühlingenem. Roku 1697 se stal součástí Alesheimu, roku 1536 Gräfenthalu a roku 1647 Treuchtlingenu. Roku 1806 tento stát zanikl.

## Seznam hlav státu

### Páni z Pappenheimu (asi 1030–1628)

Znak pánů a hrabat z Papenheimu jako dědičných maršálů Svaté říše římské

- Jindřich I. (asi 1030–?)
- Jindřich II.
- Jindřich III.
- Ernest (?–1170)
- Jindřich I. (1170–93)
- Rudolf I. (1193–1221)
- Fridrich (1221–40) s...
  - Rudolf II. (1221–33)
- Jindřich III. (1240–78)
- Jindřich IV. (1278–1318)
- Rudolf I. (1313–35)
- Rudolf II. (1335–45)
- Jindřich V. (1345–87)
- Haupt I. (1387–1409)
- Haupt II. (1409–39) s...
  - Sigismund (1409–36)
- Jindřich (1439–82)
- Vilém (1482–1508)
- Jáchym (1508–36)
- Wolfgang I. (1536–58)
- Kryštof (1558–69) s...
  - Filip (1558–19) a...
  - Wolfgang II. (1558–85) a...
- Wolfgang Christopher (1585–1628)

### Hrabata z Pappenheimu (1628–1806)
- Wolfgang Kryštof (1628–35)

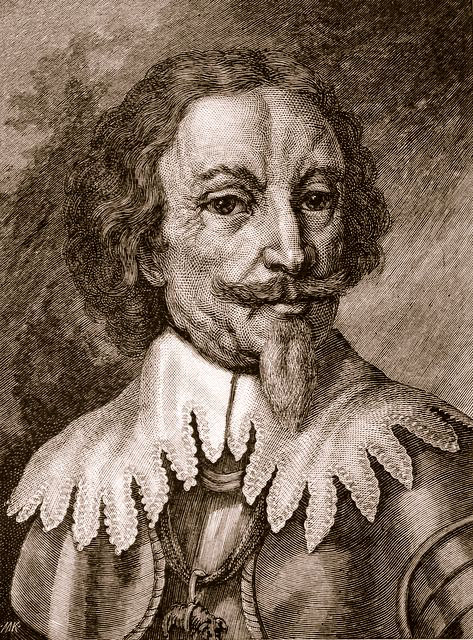
Gottfried Heinrich Pappenheim (1594–1632), maršál v době třicetileté války

- Wolfgang Filip (hrabě z Aletzheimu) (1628–71)
- Karel Filip Gustav (1671–92)
- Ludvík František (1692–97)
- Christian Ernest (hrabě z Aletzheim) (1697–1721) s...
  - John Frederick (hrabě z Aletzheim) (1697–1731) a...
  - Frederick Ernest (1721–25) a...
  - Albert Ludvík Frederick (1725–33)
- Frederick Ferdinand (1733–73)
- Jan Frederick Ferdinand (1773–92)
- Karel Theodore Frederick Eugene František (1792–1806)
  - Frederick Vilém (regent) (1792–97)

### Po Finálním usnesení mimořádné říšské deputace
- Karl Theodor, hrabě 1792-1853 (1771-1853)
- Albert, hrabě 1853-1860 (1777-1860)
  - Ludwig, hrabě 1860-1883 (1815-1883) (luterská větev)
    - Maximilian, hrabě 1883-1890/1 (1860-1920) - uznání jeho práv 1890/1
    -  Ludwig, hrabě 1890/1-1905 (1862-1905)
      -  Ludwig, hrabě 1905-1960 (1898-1960), vlastník Pappenheimu
        -  hraběnka Ursula, dědička Pappenheimu ∞ hrabě Gert von der Recke von Volmerstein (1921–1991)
          -  hraběnka Iniga von der Recke von Volmerstein (b. 1952) ∞ hrabě Albrecht von Egloffstein (b. 1946)

  -  hrabě Alexander (1819-1890), vlastník hradu Iszkaszentgyörgy, Maďarsko (římskokatolická větev)
    -  hrabě Siegfried (1868-1936)
      - Alexander, hrabě 1960-1995 (1905-1995)
        -  Albert, hrabě 1995–současnost (nar. 1943)

      -  hrabě Georg (1909-1986)
        -  hrabě Alexander (nar. 1948)
          -  hrabě Georg (nar. 1981)

## Galerie

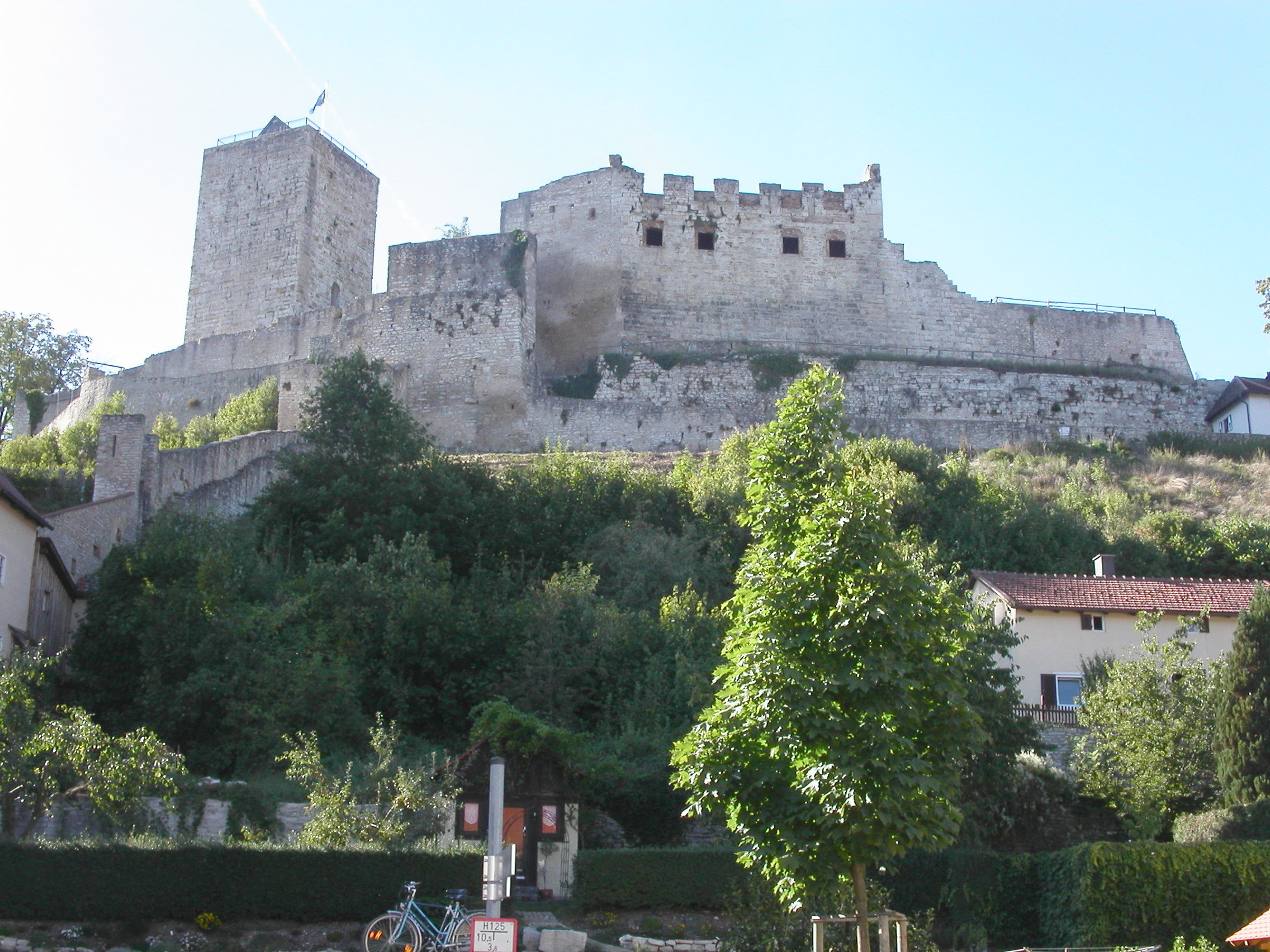
Pappenheim, hrad z roku 1140
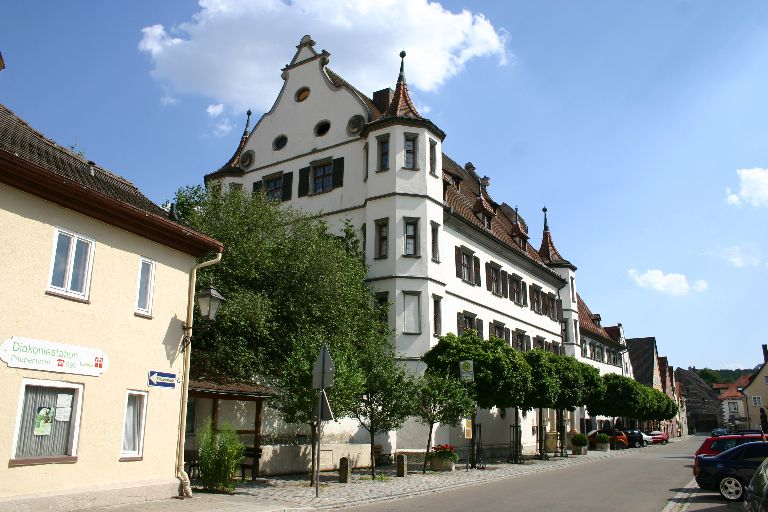
Pappenheim, hrad z roku 1593
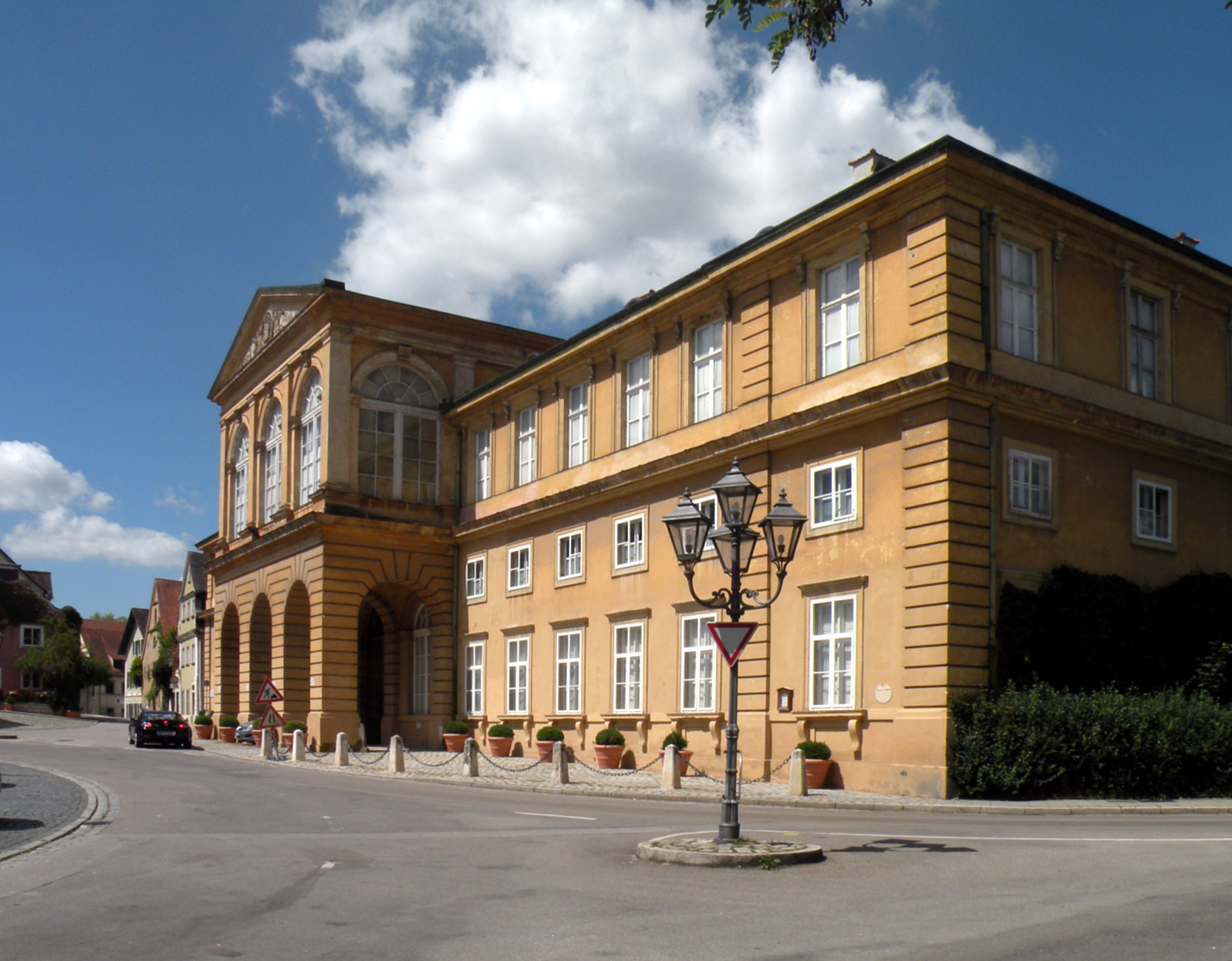
Pappenheim, nový palác z roku 1819
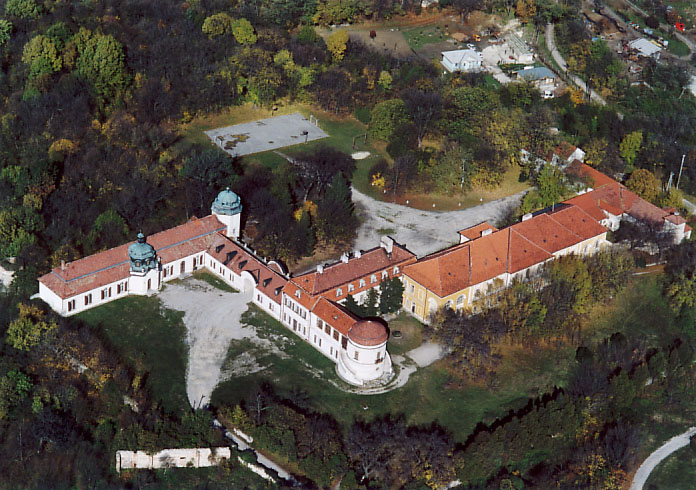
Iszkaszentgyörgy palác, Maďarsko